# 리빙 하바나
《리빙 하바나》(For Love Or Country: The Arturo Sandoval Story)는 미국에서 제작된 조셉 서전트 감독의 2000년 드라마 영화이다. 앤디 가르시아 등이 주연으로 출연하였고 셀리아 D. 코스타스 등이 제작에 참여하였다.

## 출연

### 주연
- 앤디 가르시아
- 미아 마에스트로

### 조연
- 글로리아 에스테판
- 데이빗 페이머
- 토마스 밀리안
- 프레디 로드리게스
- 찰스 듀튼

## 기타
- 미술: 찰스 C. 베넷
- 배역: 아만다 맥키 존슨
- 배역: 캐시 샌드리치